# Wild white horses
Wild white horses is een studioalbum van Heather Findlay. 

## Inleiding
Heather Findlay is voornamelijk bekend vanwege haar lidmaatschap van Mostly Autumn, een band binnen de progressieve rock. In 2010 scheidden hun wegen en probeerde Findlay zich los te maken van haar Mostly Autumn-verleden. Op het album Wild white horses koos ze voor liedjes binnen allerlei genres samen te vatten onder een country-inslag. Het varieert daarbij van pop, naar rock, naar folk (eclectisch), al naargelang haar stemming van het moment. Ze probeerde er daarbij toch één geheel van te maken. Ze gaf daarbij aan beïnvloed te zijn door Kate Bush en Stevie Nicks.
Ze werkte bij het opnemen in de Rockfield Studio, Monmouth te Wales samen met Luke Morley van Thunder, als ook de piano waarop Freddie Mercury ooit Queens Bohemian Rhapsody inspeelde. Die samenwerking voert terug op Storms over Still Water van Mostly Autumn uit 2005. Benny Matthews van Thunder was daarbij geluidstechnicus en verzorgde de mix. Bovendien zon Findlay op Thunderalbum Rip it up (2017). Origineel zou Irene Jansen, die ze had leren kennen van Ayreons The Theatres equation meedoen, maar die moest vanwege zwangerschap afhaken. Ian Anderson uit Jethro Tull kent ze nog uit het Mostly Autumn-periode; de bands traden wel samen op.    

## Musici
- Heather Findlay – zang
- Luke Morley – alle muziekinstrumenten behalve:
- Dave McCluskey – drumstel
- Tim Oliver – piano (track 11)
- Danny Bowes – zang (track 2) (Bowes is zanger van Thunder)
- Troy Donocley – uilleann pipes (track 6)
- Ian Anderson – dwarsfluit (track 8)
- Sarah Dean – zang (tracks 1, 7, en 12)
- Katy Burgess – zang (track 5)
- Georgia Rankin – zang (tracks 1, 8), manjira (track 4)
- Drayke Findlay-Loftus – zang (track 8) (kind van Heather)
- Harlan Findlay-Loftus – zang (track 8), tanpura programmeerwerk (track 4) (kind van Heather)

## Muziek
| Nr. | Titel                               | Duur |
| --- | ----------------------------------- | ---- |
| 1.  | Here’s to you (Findlay, Morley)     | 3:51 |
| 2.  | Just a woman (Findlay, Morley)      | 3:58 |
| 3.  | The island (Findlay)                | 4:07 |
| 4.  | Face in the sun (Findlay, Morley)   | 4:44 |
| 5.  | Southern shores (Findlay)           | 4:23 |
| 6.  | I remember (Findlay)                | 3:49 |
| 7.  | Wild white horses (Findlay, Morley) | 4:50 |
| 8.  | Winner (Findlay, Morley)            | 4:59 |
| 9.  | Already free (Findlay)              | 4:38 |
| 10. | Cactus (Findlay)                    | 3:19 |
| 11. | Firefly (Findlay, Morley)           | 4:29 |
| 12. | Forget the rain (Findlay, Morley)   | 4:25 |

The island lijkt nog het meest op muziek van Mostly Autumn. Here’s to you is opgedragen aan Liam Davison, maatje uit Mostly Autumn, die in 2017 overleed. 